# Podagrionella bella
Podagrionella bella är en stekelart som beskrevs av Girault 1913. Podagrionella bella ingår i släktet Podagrionella och familjen gallglanssteklar. Inga underarter finns listade i Catalogue of Life.